# 李处默
李处默（？—？），陇西狄道（今甘肃临洮县）人，出自陇西李氏敦煌房，是镇西将军、西兖州刺史、光禄大夫李茂的孙子，骁骑将军、关西都督长史李季安的儿子。
李处默年少时清廉仁惠，以青州彭城王元劭府主簿为起家官，略微升迁为通直散骑常侍、安东将军、光禄大夫、抚军将军、广州开府长史。天平初年，李处默去世，虚岁三十九。

## 家族
陇西李氏世系图